# Јулијевци
Јулијевци (лат. Iulii) је стара римска патрицијска породица, која је потицала из Алба Лонге. Презиме су добили по легендарном праоцу Јулу, који је према легенди син тројанског јунака Енеје. Најпознатији припадник ове породице био је римски диктатор Гај Јулије Цезар. Његов нећак Октавијан Август је био први римски цар.